# Григорьев, Григорий Михайлович
Григорий Михайлович Григорьев (1867—1915) — русский педагог-физик.
Его отец рано умер и он воспитывался вместе со старшим братом матерью, бывшей классной дамой в одном из петербургских институтов.
Окончил гимназию Гуревича и естественное отделение физико-математического факультета Санкт-Петербургского университета (и в гимназии, и в университете учился вместе с Владимиром Оболенским, который был его близким другом). Оба брата ещё в гимназические годы были вынуждены давать частные уроки; Григорий в студенческие годы начал преподавать физику и химию на вечерних курсах для рабочих, организованных в фабричном районе, на Шлиссельбургском тракте. На курсах он познакомился с будущей женой — Евгенией Валентиновной Шнакенбург (1855 — после 1917), которая заведовала там школой для рабочих.
По окончании университета Григорьев отказался от предложенного ему места ассистента при кафедре метеорологии и посвятил себя работе на курсах. После женитьбы он стал также преподавать в средних школах; в их числе было Тенишевское училище (с 01.09.1914), 13-я Петроградская гимназия. «В Петербурге он считался лучшим преподавателем физики, а его учебник, заменивший устаревшего Краевича, приобрёл всероссийскую известность» и использовался некоторое время в советское время. Его «Практические занятия по физике» (СПб.: Знание, 1910) также выдержали ряд переизданий. 
Кроме этого им был составлен школьный «Краткий курс химии» (СПб.: Знание, 1901; 9-е изд. — 1916). Г. М. Григорьев был также автором ряда очерков и статей: «Беседа о звуке» (СПб., 1912), «Беседа о теплоте»(СПб., 1912), «Какова должна быть средняя школа?» (1914), «Созидающая химия» (М., 1932).
У него были две дочери, Наталья и Татьяна (1901—1981) — жена Е. Э. Мандельштама. 
Умер в 1915 году «от припадка грудной жабы». В. В. Гиппиус написал в «Некрологе»:

Он волновался всем, что совершалось кругом, как личным делом. В революцию был с революцией, в войну — с войной, жил каждым съездом, каждым процессом, каждой новой газетой. И обо всем он думал по-своему, часто неожиданно и остроумно, всегда как-то весело и немного анархически, немножко лукаво и в то же время заразительно-откровенно…